# Homewood (Pennsylvania)
Homewood  è una borough degli Stati Uniti d'America, nella contea di Beaver nello Stato della Pennsylvania. Secondo il censimento del 2000 la popolazione è di 147 abitanti.

## Società

### Evoluzione demografica
La composizione etnica vede una prevalenza della razza bianca (94,56%) seguita da quella afroamericana (2,04%), dati del 2000.
| borough di Homewood Popolazione |     |
| 2000                            | 147 |
| Stima al 2009                   | 137 |